# Vodopád Na Strašidlech

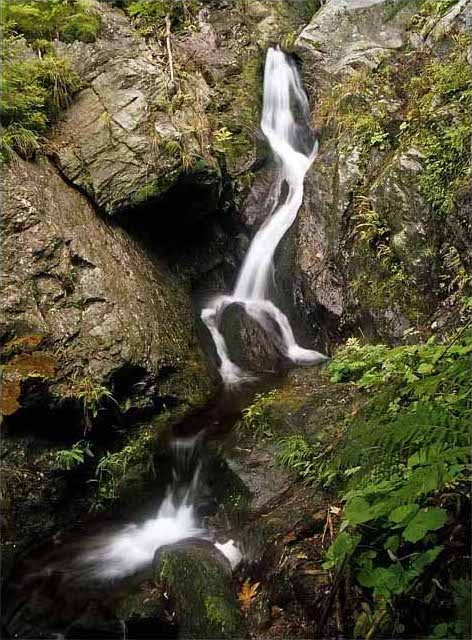
Horní část vodopádu Na Strašidlech

Vodopád Na Strašidlech či Pod Strašidly je v pohoří Králický Sněžník. Je vytvořen na menším potoku, který je pravostranným přítokem řeky Moravy. Vodopád je dvoustupňový, celková výška je přibližně 18 m. Najdeme ho v hluboké zalesněné rokli několik set metrů cca západním směrem od dřevěné chaty Vilemínka, popř. od Tvarožných děr, asi 4 km SSV od horního konce vesnice Dolní Morava a asi 14 km severovýchodně od města Králíky v okrese Ústí nad Orlicí. Kousek od vodopádu stávala do roku 1998 dřevěná chata Pod vodopády.
Pod vodopádem se usazují štěrkové náplavy, kdy můžeme vidět zajímavé druhy rostlin, např. violka dvoukvětá (Viola biflora), šťovík árónolistý (Rumex arifolius), oměj pestrý (Aconitum variegatum) a další. Na oklolních svazích se nacházejí kulturní smrčiny, místy se dochovaly i horské bučiny.